# Conus lohri
Conus lohri é uma espécie de gastrópode do gênero Conus, pertencente à família Conidae.